# Javier Aguirre Fernández
Javier Aguirre Fernández (Sant Sebastià, 13 de juny de 1935 – Madrid, 4 de desembre de 2019) va ser un director de cinema, productor, director de fotografia i guionista basc.

## Biografia
Va començar els estudis cinematogràfics a l'Escola Oficial de Cinematografia, mentre escrivia com a crític de cinema a les revistes Radiocinema, Film Ideal i Primer Plano, començant en el món professional com ajudant de direcció el 1958.
Durant els 1960 i 1970 va alternar pel·lícules comercials —de tota mena de gènere, des del terror al destape— amb curtmetratges experimentals i de avantguarda, treballs que li van situar en aquest moment com el més interessant director experimental espanyol, especialment gràcies als curtmetratges que conjuminen el seu concepte de l'«anticine». Els seus curts han estat premiats en festivals com els de Venècia, Sant Sebastià, Valladolid, Bilbao o Estrasburg.
El 1981 va dirigir Vida/Perra, un monòleg cinematogràfic, hereu de les seves experiències com a curtmetratgista.
En 2017, es va estrenar, en el 20 Festival de Màlaga, el documental "(aguirre)", sobre el seu cinema d'avantguarda, dirigit i muntat per Antonio Peláez Barceló.

## Curtmetratges
- Tiempo de dos (1960)
- Pasajes tres (1961), (guanyador de la Conquilla d'Or en la categoria de Millor Curtmetratge al Festival Internacional de Cinema de Sant Sebastià)
- A ras del río (1961)
- Tiempo de playa (1961)
- Espacio dos (1961)
- Playa insólita (1962)
- Tiempo abierto (1962), (premi al Millor Curtmetratge en llengua espanyola al Festival Internacional de Cinema de Sant Sebastià 1963)
- Vizcaya cuatro (1962)
- Toros tres (1962)
- Tiempo de pasión (1963)
- Blanco vertical (1963)
- Mujer contra toro (1963)
- Canto a la esperanza (1963)
- Artesanía en el tiempo (1964)
- Espacio muerto (1965)
- La España diferente (1969)
- Vau seis (1970)
- UTS cero (Realización I) (1970)
- Temporalidad interna (1970)
- Múltiples, número indeterminado (1970)
- Impulsos ópticos en progresión geométrica (realización II) (1970)
- Fluctuaciones entrópicas (1971)
- Tautólogos plus X (1974)
- Vibraciones oscilatorias (1975)
- Exosmosis (1975)
- Continuum I (1975)
- Che Che Che (1970) (sobre Che Guevara)
- Tercer plan de desarrollo económico y social (1972)
- Costa del Sol malagueña (1972)
- Underwelles (1975) (sobre Orson Welles)

## Anticine
Entorn d'alguns d'aquests curtmetratges i a la seva manera radical de concebre la avantguarda audiovisual, publica el llibre-manifest Anticine, un dels pocs manifests experimentals espanyols, en el qual exposa les possibilitats antinarratives del cinema, i en el qual encunya el propi terme «anticine».

## Filmografia
Com a director de pel·lícules comercials de diferents gèneres, cal destacar:
| Any  | Pel·lícula                            | Funcions             |
| ---- | ------------------------------------- | -------------------- |
| 1987 | El polizón del Ulises                 | Director i guionista |
| 1986 | La monja alférez                      | Director i guionista |
| 1983 | Parchís entra en acción               | Director             |
| 1982 | En busca del huevo perdido            | Director i guionista |
| 1980 | La guerra de los niños                | Director             |
| 1980 | Los pecados de mamá                   | Director             |
| 1977 | Esposa de día, amante de noche        | Director             |
| 1977 | Carne apaleada                        | Director             |
| 1974 | El insólito embarazo de los Martínez  | Director             |
| 1973 | El asesino está con los trece         | Director             |
| 1973 | El gran amor del conde Drácula        | Director             |
| 1972 | El jorobado de la Morgue              | Director             |
| 1970 | El astronauta                         | Director             |
| 1970 | De profesión sus labores              | Director             |
| 1977 | Acto de posesión                      | Director             |
| 1969 | Soltera y madre en la vida            | Director             |
| 1968 | Los que tocan el piano                | Director             |
| 1968 | Una vez al año ser hippy no hace daño | Director             |
| 1967 | Los chicos con las chicas             | Director             |

## Premis
Medalles del Cercle d'Escriptors Cinematogràfics.
| Any  | Categoria           | Pel·lícula | Resultat  |
| ---- | ------------------- | ---------- | --------- |
| 1961 | Millor curtmetratge | Pasajes, 3 | Guanyador |